# People-mover de Venise
Le people-mover de Venise est un transport hectométrique construit par Doppelmayr. Il relie depuis le 19 avril 2010 le Tronchetto au Piazzale Roma dans le quartier de Santa Croce.

## Schéma de la ligne

Carte du réseau

|  | KBHFa |

|  | hKRZWae |

|  | BHF |

|  | hKRZWae |

|  | KBHFe |

|  | KBHFa |

|  | hKRZWae |

|  | BHF |

|  | hKRZWae |

|  | KBHFe |

## Technique
Le people-mover de Venise utilise un système de câbles pour la traction des rames articulées ; c'est une technique dérivée du funiculaire : les deux convois sont reliés entre eux et circulent simultanément dans les directions opposées. La station Marittima est située au centre de la ligne, permettant le croisement et l'arrêt simultané des deux convois en gare.
Chaque convoi est composé de quatre voitures montées sur pneumatiques, d'une capacité unitaire de 50 personnes (ou 42 + 2 poussettes), soit un total de 200 voyageurs par train. Pour un temps de trajet total de 190 secondes et un temps d'arrêt de 30 secondes, la capacité horaire atteint les 3000 personnes par direction.
L'exploitation est entièrement automatisée et informatisée, surveillée à distance par du personnel dans un centre de contrôle située à Tronchetto.

Schéma du système de roulement

## Galerie de photos

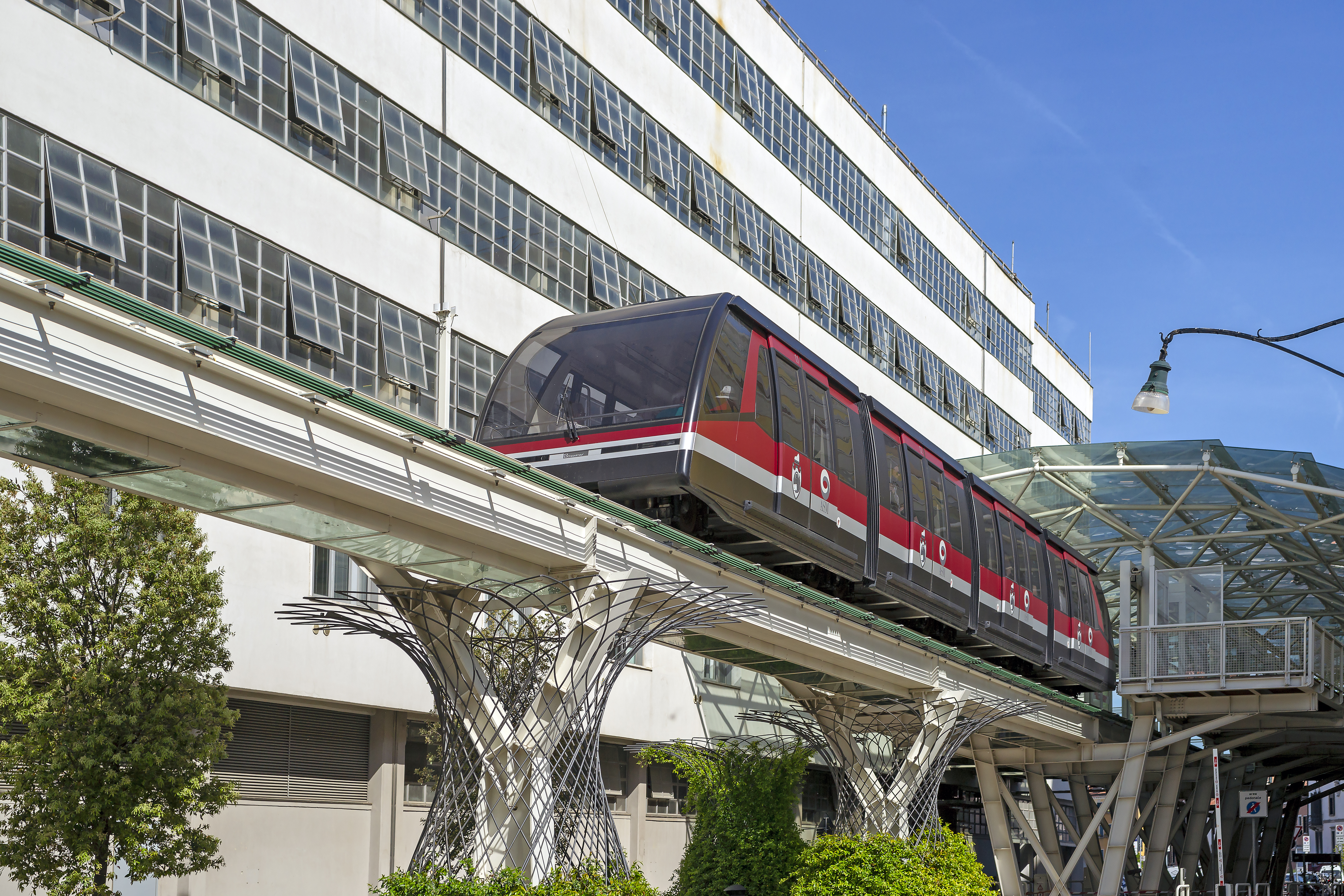
People-mover à la Piazzale Roma
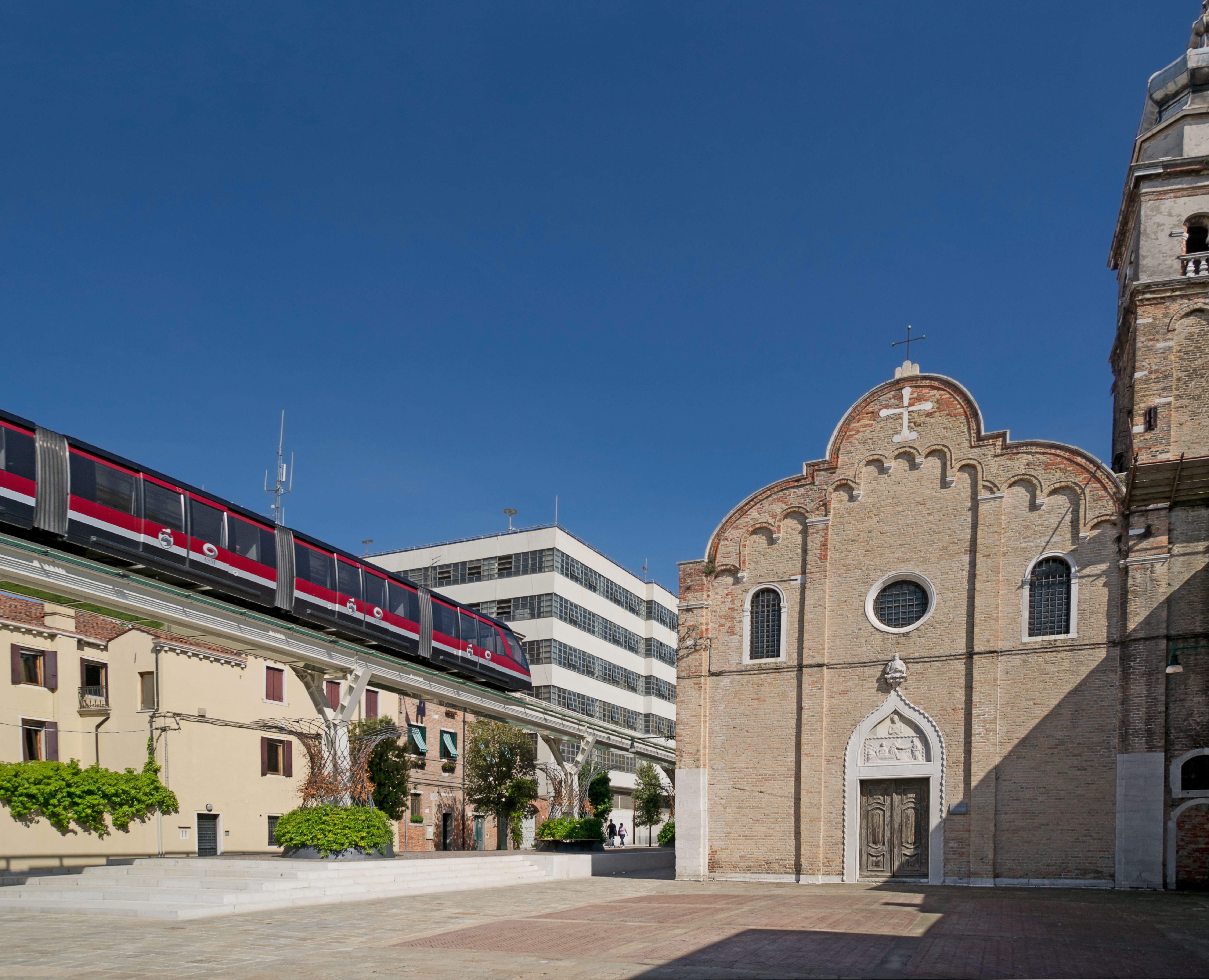
People-mover et église Sant'Andrea della Zirada
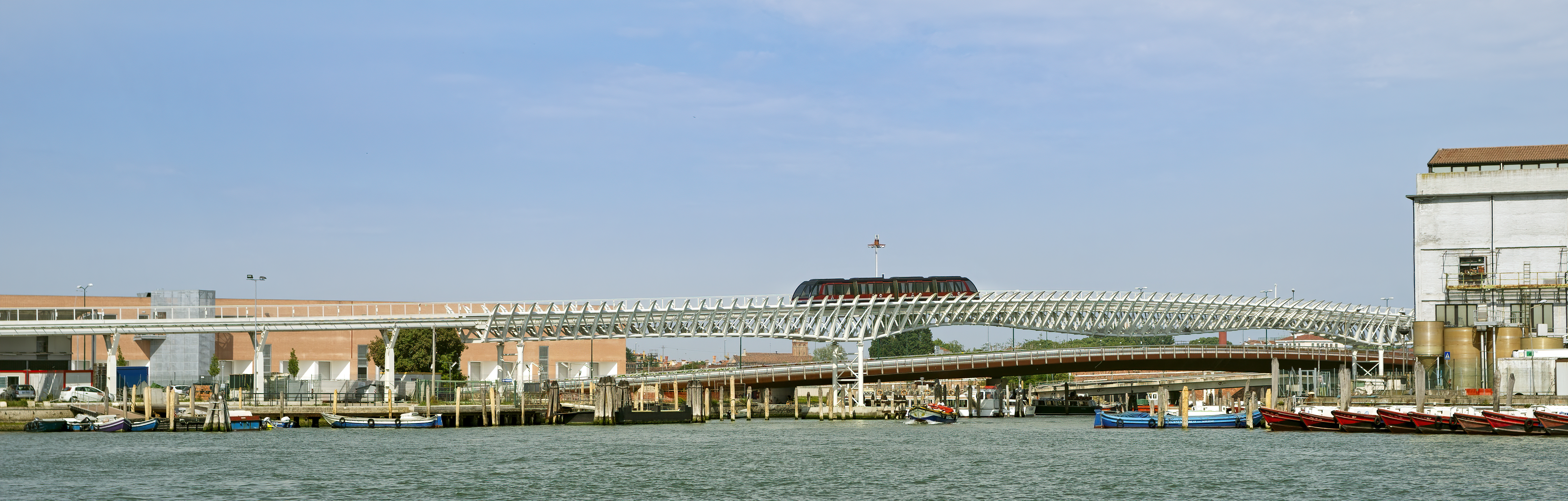
Pont du Tronchetto
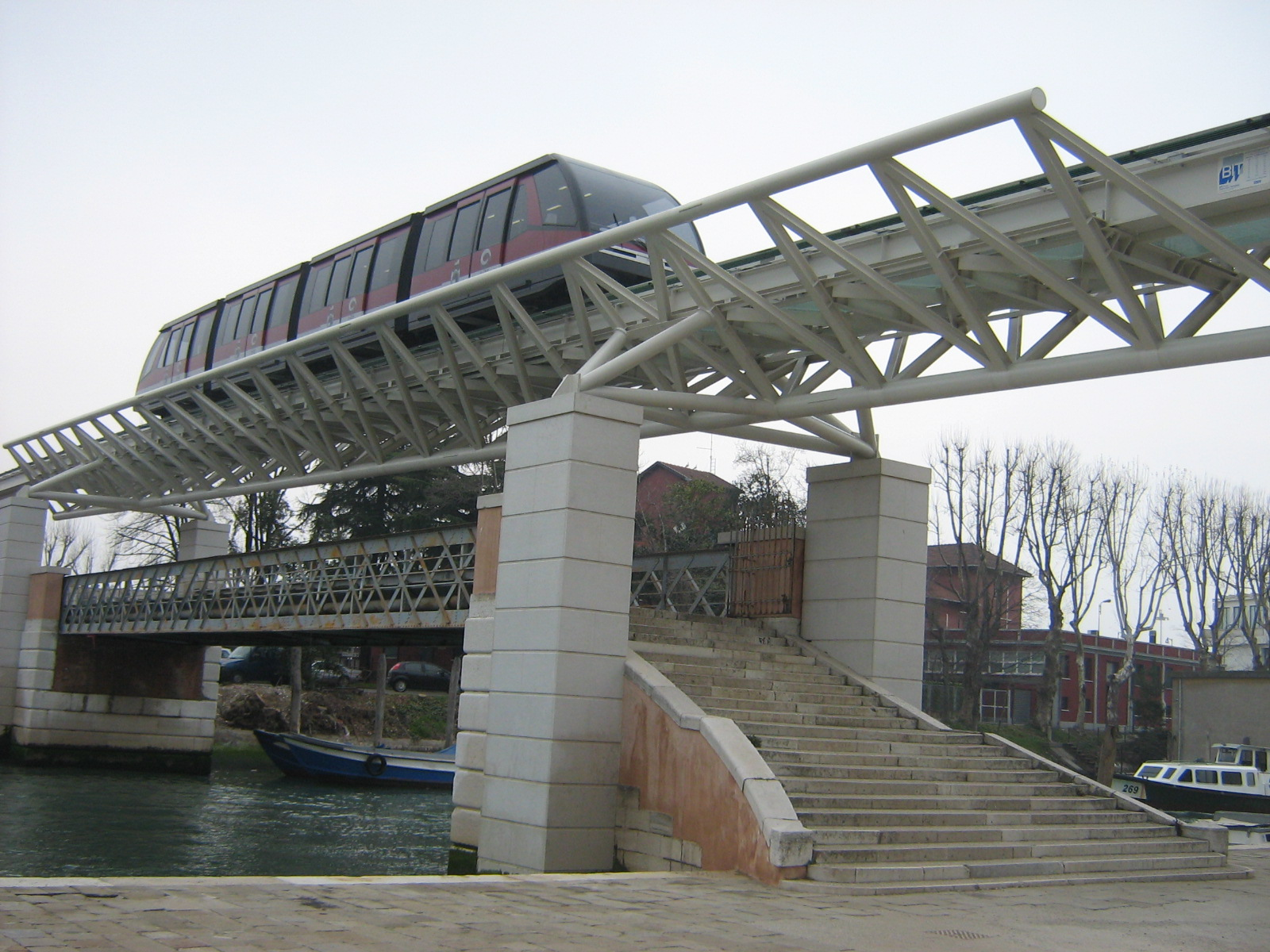
Pont sur le canal de Santa Chiara
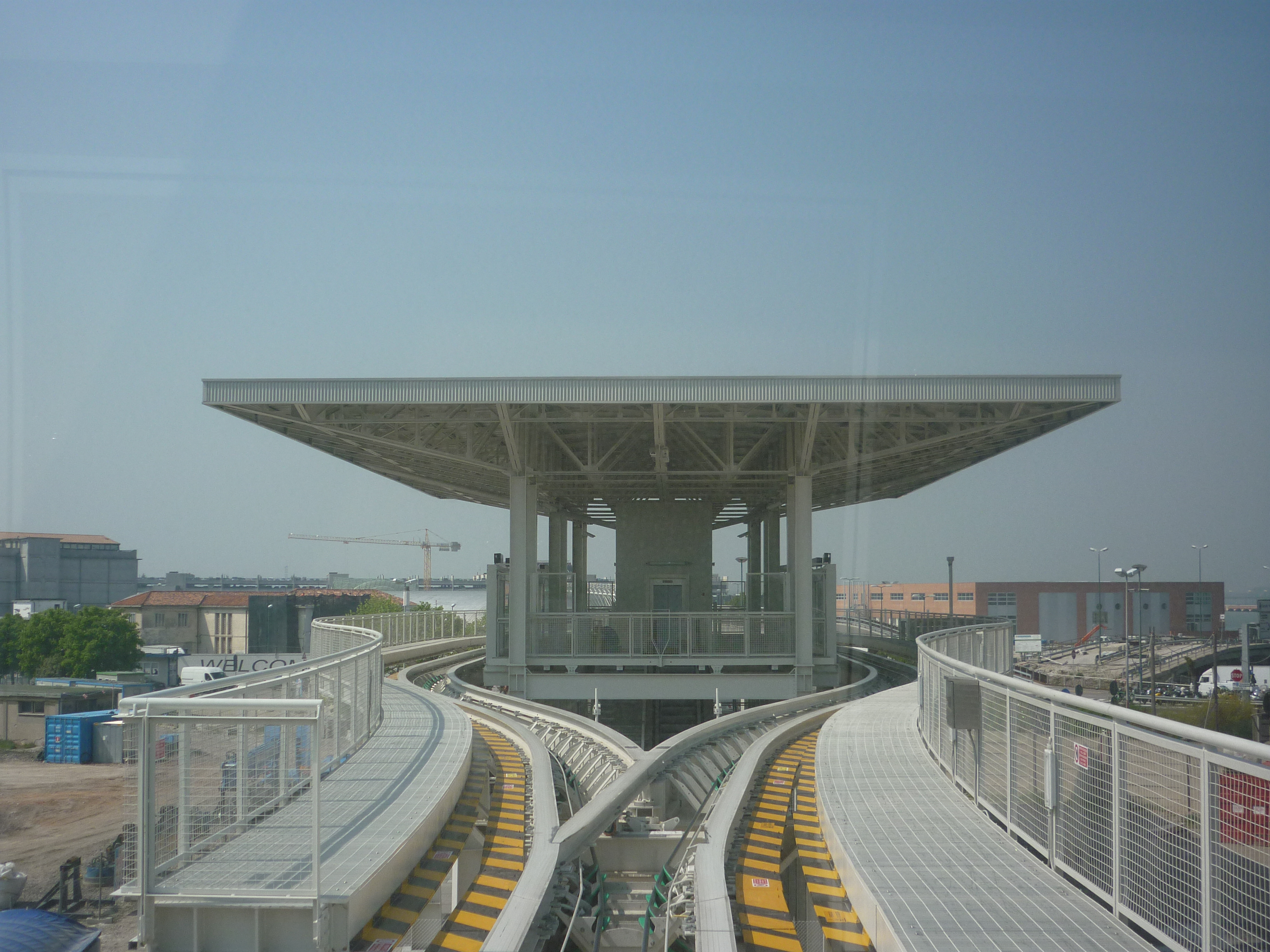
Station intermédiaire de Marittima
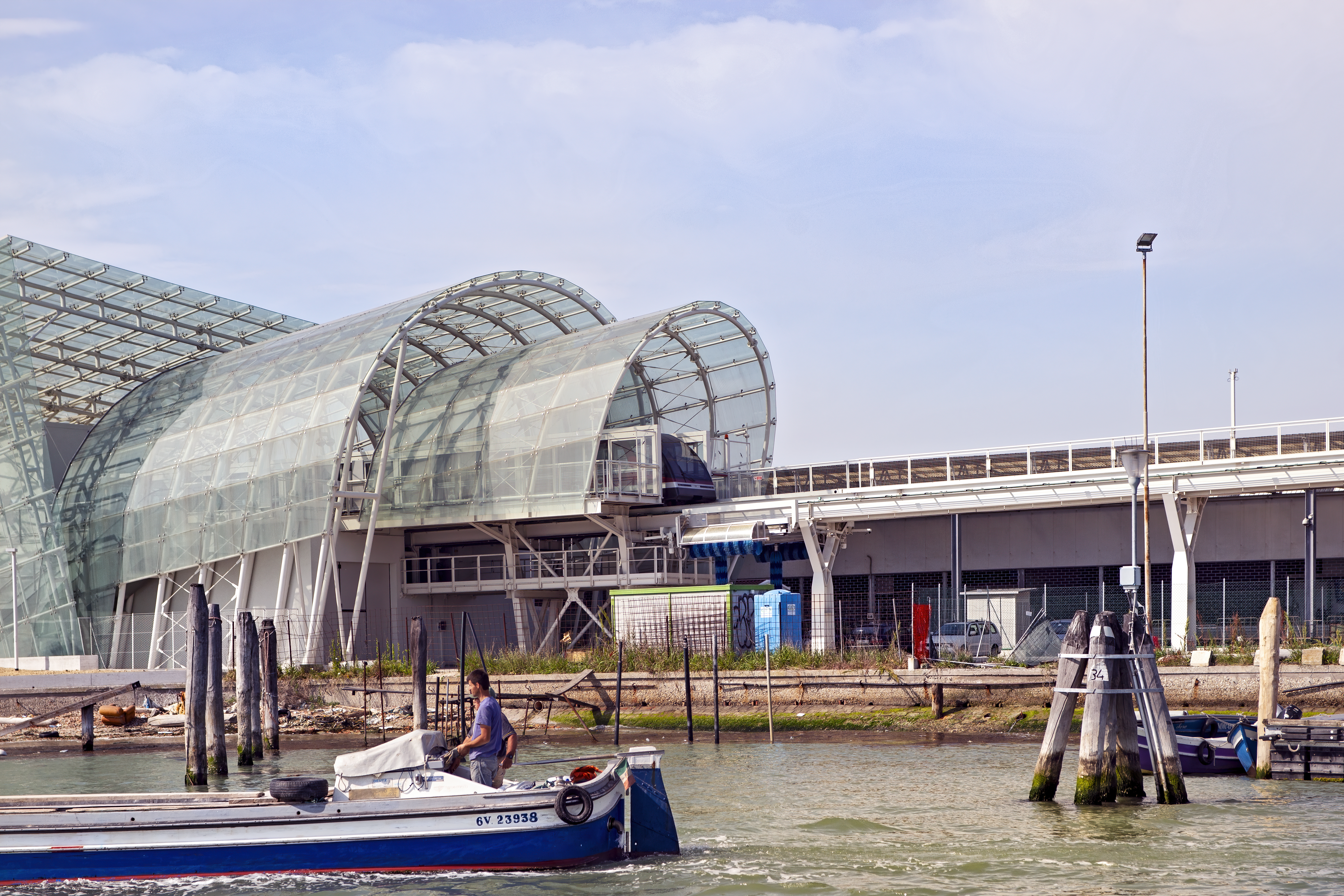
Station terminale du Tronchetto
Voie vue de dessous